# Бузкова бухта
Бузкова Бухта (рос. сиреневая бухта) — городище в Кримському Приазов'ї, приблизно в 23 км на північний захід від міста Керч, пам'ятка археології місцевого значення. Городище досліджувалось Східно-кримською археологічною експедицією Інституту археології АН СРСР, дещо пізніше вивчався його некрополь, а також розташоване в 250 м на північний захід святилище. В 2013—2015 рр. досліджувався невеликий зольник на південно-східній околиці поселення.
В даний час насип зольника підноситься над денною поверхнею на 1,3 м, діаметр основи складає близько 20 м, її значна частина була зруйнована в результаті ерозії берегового обриву, військових перекопів
Другої світової війни і грабіжницьких розкопок другої половини XX століття. В ході трирічних археологічних робіт в центрі пагорба був відкритий фундамент споруди з пиляного вапняку, що відноситься до військового часу, а також споруди, що датуються періодом виникнення і функціонування об'єкта — кільцева кам'яна обкладка однієї з пізніх зольних насипів, залишки глиняних вогнищ, дві кам'яні стіни (№ 1, 2), що є, мабуть, частиною більш ранньої житлової забудови пам'ятника, а також спеціально влаштована глиняна подушка — підстава пагорба.
У зольнику були виявлені численні фрагменти амфорної тари, червонолаковий, простий гончарної і ліпної кераміки, скляного посуду, монети і предмети, що відносяться до релігійного життя на поселенні (вотивні хлібці, мініатюрні судини, курильниці, світильники, теракотові статуетки). Аналіз матеріалу дозволяє визначити час існування насипу періодом з II по першу половину VII ст. н. е., причому найбільш інтенсивна фаза зростання зольних накопичень відноситься до IV — першій половині V ст. н. е. Крім згаданих знахідок в зольнику були знайдені 1480 кісткових фрагментів (близько 10 % від загального числа знахідок), з яких лише 508 виявилися визначними. Частина дослідників вважають, що причорноморські зольні горби були подобою звалища, що виникли у зв'язку з релігійними ритуалами місцевих мешканців, інші підкреслюють перш за все сакральну функцію подібних насипів.

## Джерело
аров А. К. Ковальчук А. В., cyberleninka.ru (Перевірено 19 вересня 2020)